# Télécom ParisTech
De Télécom ParisTech, vroeger École nationale supérieure des télécommunications (ENST), is een in 1878 als École supérieure de télégraphie opgerichte grande école (technische universiteit). in Parijs. De instelling is sinds 1991 een onderdeel van de ParisTech associatie.

## Diploma
- Ingenieursdiploma Master: 'Ingénieur Télécom ParisTech' (300 ECTS)
- Doctoraatsscholen
- Mastère Spécialisé, een eenjarige opleiding voor verdere specialisatie.

## Bekende of beroemde docenten
- Édouard Ernest Blavier, eerste directeur
- Adolphe Cochery, Frans politicus.
- Léon Thévenin, wetenschapper en directeur

- Catàleg d'autoritats de noms i títols de Catalunya: 981058530272306706
- International Standard Name Identifier: 0000 0001 2108 2779
- Nationale Bibliotheek van Israël: 987007343306105171
- Réseau des bibliothèques de Suisse occidentale: 02-A024752663
- Virtual International Authority File: 126216339